# Адамс, Рэйчел
Рэйчел Алексис Адамс (англ. Rachael Alexis Adams; род. 3 июня 1990, Цинциннати, штат Огайо, США) — американская волейболистка, центральная блокирующая. Бронзовый призёр Олимпиады-2016, чемпионка мира 2014.

## Биография
Родилась в Цинциннати в семье Ричарда Адамса и Робин Мили-Адамс. Волейболом начала заниматься в средней школе «Маунт Нотр-Дам» своего родного города. В 2008 году поступила в Техасский университет в Остине, в составе волейбольной команды которого трижды становилась призёром чемпионатов Национальной ассоциации студенческого спорта (англ. National Collegiate Athletic Association, сокр. NCAA). 
С 2012 года выступала за профессиональные клубы Польши, Италии, Турции и Бразилии. Чемпионка Италии 2016, серебряный призёр чемпионата Турции 2018, победитель клубного чемпионата мира 2016, обладатель Кубка ЕКВ 2018. В 2022 году после сезона в Бразилии в составе «Озаску» завершила игровую карьеру.
В 2006 в составе молодёжной сборной США стала победителем молодёжного чемпионата NORCECA. В 2013—2019 являлась игроком национальной сборной США, в составе которой становилась бронзовым призёром Олимпийских игр 2016, чемпионкой мира 2014, чемпионкой Лиги наций 2018, чемпионкой Панамериканских игр 2015, чемпионкой NORCECA 2015, двукратным победителем розыгрышей Панамериканского Кубка (2013, 2019).

### Клубная карьера
- 2008—2011 —  Техасский университет (Остин);
- 2012—2013 —  «Палац» (Быдгощ);
- 2013—2014 —  «Таурон» (Домброва-Гурнича);
- 2014—2016 —  «Имоко Воллей» (Конельяно);
- 2016—2018 —  «Эджзаджибаши» (Стамбул);
- 2018—2019 —  «Саугелла» (Монца);
- 2020—2021 —  «Айдын Бююкшехир» (Айдын);
- 2021—2022 —  «Озаску/Сан-Кристован Сауде» (Озаску).

## Достижения

### Со сборными США
- бронзовый призёр Олимпийских игр 2016.
- чемпионка мира 2014.
- бронзовый призёр Всемирного Кубка чемпионов 2017.
- серебряный призёр Мирового Гран-При 2016.
- чемпионка Лиги наций 2018.
- чемпионка Панамериканских игр 2015.
- чемпионка NORCECA 2015.
- двукратный победитель розыгрышей Панамериканского Кубка — 2013, 2019.
- чемпионка NORCECA среди молодёжных команд 2006.

### С клубами
- серебряный (2009) и двукратный бронзовый (2008, 2010) призёр чемпионатов Национальной ассоциации студенческого спорта (NCAA).
- обладатель Суперкубка Польши 2013.
- чемпионка Италии 2016.
- серебряный призёр чемпионата Турции 2018.
- серебряный призёр розыгрыша Кубка Турции 2018.

- победитель клубного чемпионата мира 2016.
- бронзовый призёр Лиги чемпионов ЕКВ 2017.
- победитель розыгрыша Кубка Европейской конфедерации волейбола 2018.

### Индивидуальные
- 2011: лучшая центральная блокирующая (одна из двух) чемпионата NCAA.
- 2013: лучшая нападающая чемпионата Польши.
- 2015: лучшая центральная блокирующая (одна из двух) Панамериканских игр.
- 2016: лучшая центральная блокирующая (одна из двух) Мирового Гран-При.
- 2017: лучшая центральная блокирующая (одна из двух) Лиги чемпионов ЕКВ.